# Strathbogie Shire
Strathbogie Shire is een Local Government Area (LGA) in Australië in de staat Victoria. Strathbogie Shire telt 9.722 inwoners. De hoofdplaats is Euroa.